# Liochirus
Liochirus is een geslacht van kevers uit de familie van de loopkevers (Carabidae). De wetenschappelijke naam van het geslacht is voor het eerst geldig gepubliceerd in 1897 door Tschitscherine.

## Soorten
Het geslacht Liochirus is monotypisch en omvat slechts de volgende soort:
- Liochirus cycloderus (Solsky, 1874)